# Esztényi református templom
Az esztényi református templom műemlékké nyilvánított templom Romániában, Kolozs megyében. A romániai műemlékek jegyzékében a CJ-II-m-B-07766 sorszámon szerepel.